# Festa Literária Internacional do Pelourinho
A Festa Literária Internacional do Pelourinho (Flipelô) é um evento cultural literário idealizado e realizado d pela Fundação Casa de Jorge Amado anualmente no Pelourinho, bairro histórico da cidade de Salvador, capital do estado brasileiro da Bahia, e teve sua primeira edição no ano de 2017.  
A Flipelo é marca registrada da Fundação Casa de Jorge Amado.

## Primeira edição - 2017
A edição inaugural do evento ocorreu em 2017, com abertura oficial no dia 9 de agosto com um sarau por Maria Bethânia; o dia seguinte, data de nascimento do escritor Jorge Amado, houve palestra do dramaturgo Gil Vicente Tavares; nos dias seguintes o escritor baiano foi ainda lembrado com aula pública e "Concerto para Jorge Amado", este último com músicas em que este foi autor ou baseadas em suas obras e até mesmo palestra com a quituteira Dadá falando das comidas preferidas do autor.
Além de oficinas e workshops, ocorreram exposições nos museus situados no Pelourinho como o Solar Ferrão, encontros de coletivos de poesia, exposição de bonecos com apresentações de teatro encenando peças como O Gato Malhado e a Andorinha Sinhá de autoria do homenageado, biblioteca móvel, mostra de escritores baianos, etc.

## Segunda edição - 2018
A segunda festa ocorreu entre 8 e 12 de agosto de 2018 e teve por homenageado o escritor João Ubaldo Ribeiro; também foram lembradas as autoras Zélia Gattai e Myriam Fraga.
Ao todo foram usados treze espaços no Pelourinho, com público estimado de cinquenta mil pessoas, e a presença de mais de cento e vinte autores locais, e estrangeiros como a zimbabuana Rutendo Tavengerwei além de atrações musicais e culturais diversas.

## Terceira edição - 2019
Tendo por maior homenageado o poeta Castro Alves, a terceira edição da Festa ocorre entre 7 e 11 de agosto de 2019, trazendo na agenda literária a presença de autores estrangeiros como a nigeriana Oyinkan Braithwaite e o português Bruno Vieira Amaral, além dos brasileiros Itamar Vieira Junior e o imortal da ABL Ignácio de Loyola Brandão.
Além da parte literária ocorrerão apresentações de teatro, música, exposições e roteiro com a gastronomia baiana, contando na abertura com apresentação do cantor Martinho da Vila.